# Фабини, Эдуардо
Эдуардо Фабини (исп. Eduardo Fabini) (18 мая 1883, Солис-де-Матаохо — 17 мая 1950, Монтевидео) — уругвайский композитор, скрипач и педагог. Один из основоположников национальной композиторской школы Уругвая.

## Биография
Родился 18 мая 1882 года в деревне Солис-де-Матаохо департамента Лавальеха в музыкальной семье выходцев из Италии Хуана Фабини и Антонии Бьянки.
Музыкальные способности Фабини проявились были очень рано. В четыре года его любимой игрушкой был аккордеон. В шесть лет все восхищались его игрой на фисгармонии. В это время он начал учиться игре на скрипке. Своё музыкальное образование он продолжил в консерватории «Ла Лира» в Монтевидео.
В 1899 году Эдуардо Фабини получил грант на обучение в Европе, который позволил ему поступить в консерваторию в Брюсселе, где он учился по классу скрипки у С.Томсона. Закончил консерваторию с отличием и получил первую премию как исполнитель по классу скрипки.
В 1903 году вернулся в Уругвай, выступал как солист в театре Солис в Монтевидео. Получил всеобщее признание как скрипач.
В 1905—1907 годах жил и работал в Испании. Вернувшись в Монтевидео в 1907 году, принял участие в создании Национальной консерватории Уругвая. В 1913 году он также стал соучредителем Ассоциации камерной музыки Уругвая.
Как скрипач много раз гастролировал по странам Латинской Америки и США. С 1923 года — профессор Национальной консерватории Уругвая по классу скрипки.
Умер в 1950 году от сердечного приступа.

## Произведения

### Балеты
- «Мбурукуя» (1933)
- «Утро волхвов» (1937)

### Симфонические поэмы для оркестра
- «В полях» (1911)
- «Остров Сейбос» (1926)
- «Ручей»
- «Полевые цветы»
- «Ранчо»
- «Старая родина»
- «Мельга» (1930)